# CFC Genua
Der Genoa Cricket and Football Club, kurz Genoa CFC oder Genoa, im deutschsprachigen Raum bekannt als CFC Genua, ist ein italienischer Fußballverein aus der ligurischen Hauptstadt Genua. Er gilt als der älteste heute noch existierende italienische Fußballverein. Weitere Bezeichnungen sind I Rossoblu („Die Rot-Blauen“) und Il Grifone („Der Greif“).
Der Genoa CFC ist neunfacher Italienischer Meister sowie einmaliger Italienischer Pokalsieger.
Heimspielstätte ist das 36.599 Zuschauer fassende Stadio Luigi Ferraris. Der Klub teilt es sich mit dem Stadtrivalen Sampdoria Genua.
Obwohl der Name des Vereins englisch ist, wird er italienisch ausgesprochen (in Lautschrift: ['dʒɛnoa]).

## Geschichte

### Anfänge

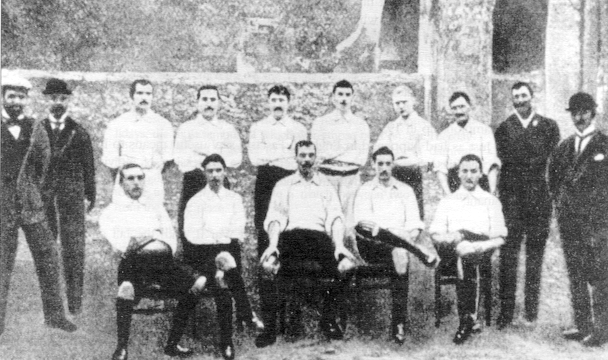
Die Meistermannschaft des Genoa CFC im Jahr 1899

Am 7. September 1893 gründeten Charles De Grave Sells, S. Blake, G. Green, W. Riley, D. G. Fawcus, Sandys, E. De Thierry, Jonathan Summerhill Senior und Junior sowie der britische Diplomat Sir Charles Alfred Payton den Genoa Cricket & Athletic Club.
Da der Verein ursprünglich England repräsentieren sollte, spielte man zunächst in weißen Trikots, wie sie auch die englische Nationalmannschaft trägt. Zunächst durften dem Verein keine Italiener beitreten.
Im Jahr 1898 wurde der Verein zum ersten Mal italienischer Fußballmeister. Im Turiner Velodromo Umberto I fand am Nachmittag des 8. Mai das erste Meisterschaftsturnier statt, das man im Finale gegen Internazionale Torino mit 2:1 nach Verlängerung für sich entschied. Im folgenden Jahr änderte der Club den Namen in Genoa Cricket & Football Club und löschte dabei das Athletic aus dem Namen. Am 16. April 1899 folgte der zweite Titel. Ein weiterer folgte ein Jahr später.

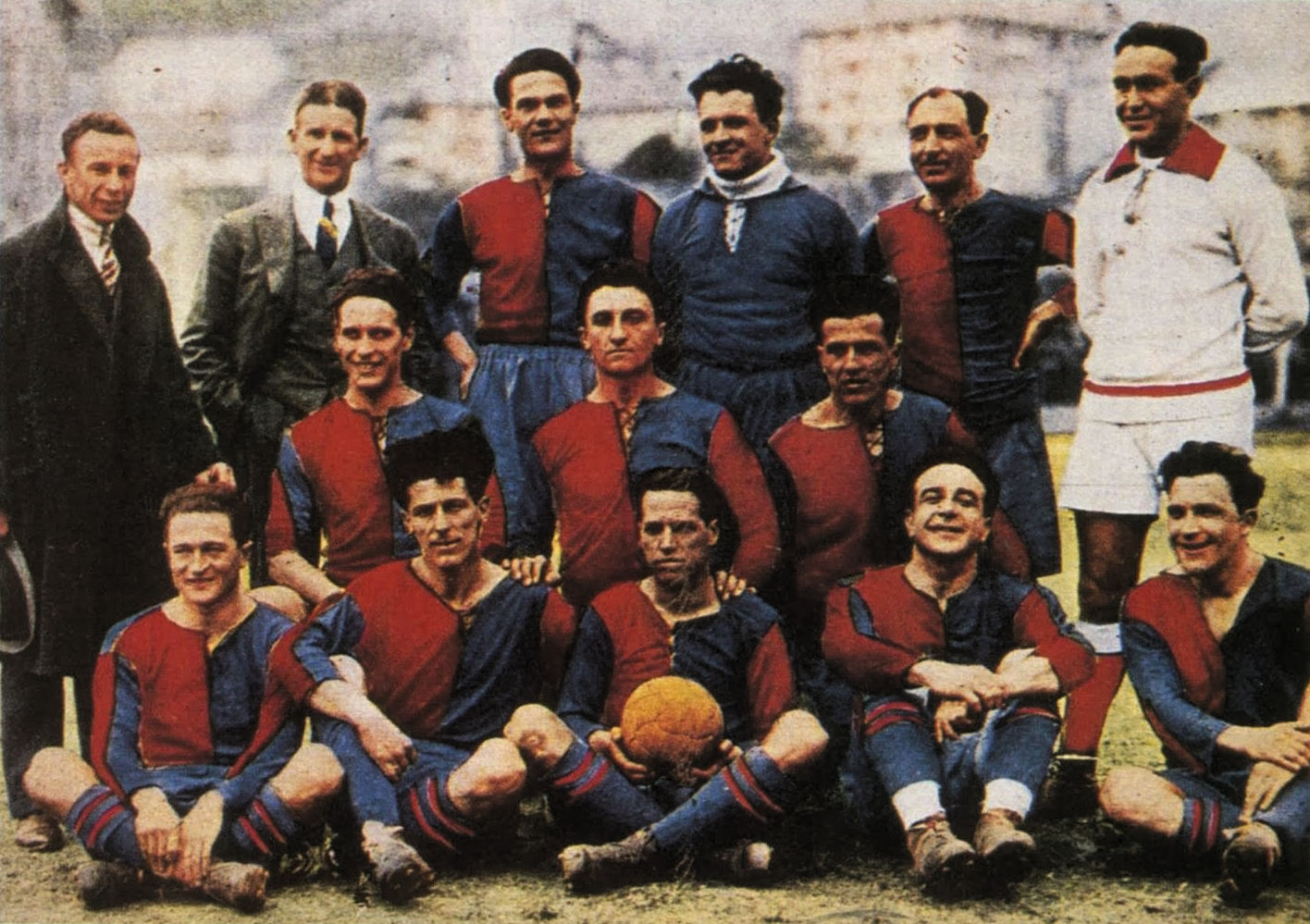
Die Meistermannschaft des Genoa CFC im Jahr 1924

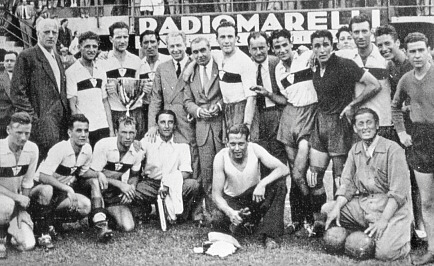
Die Mannschaft des Genoa CFC im Jahr 1937, nach dem Gewinn der Coppa Italia

Seit 1901 spielt der Genua CFC in blau-rot gestreiften Trikots. Nachdem in diesem Jahr erstmals die kurz zuvor gegründete AC Mailand den Titel gewonnen hatte, folgten drei weitere Titel in Folge. 1902 war der Genueser Klub der erste italienische Verein, der eine Nachwuchsmannschaft für die U-16 aufbaute. Wenig glücklich verlaufen die nächsten Jahre: Der siebte Meistertitel folgte erst im Kriegsjahr 1914/15. Zum letzten Mal gewann Genoa die Meisterschaft nach dem Krieg, in den Jahren 1923 und 1924. Mit neun Meisterschaften ist der CFC Genua vierterfolgreichster Titelträger hinter Juventus Turin, Inter Mailand und dem AC Mailand, gewann jedoch nie eine Meisterschaft in der Serie A und ist in diesem Wettbewerb seit über 90 Jahren titellos. Erster und bis heute einziger Pokalsieg ist die Coppa Italia 1937 unter Trainer Hermann Felsner.

### Im italienischen Ligasystem
1929 wurden die Serie A und die Serie B eingeführt. Genua wurde in der ersten Saison auf Anhieb Vizemeister der Serie A, gefolgt von einem vierten Platz im Folgejahr.
In der jüngeren Geschichte verbrachte Genua die meisten Spielzeiten in der Serie B, wenn auch immer wieder Aufstiege in die Serie A zu feiern sind. Größter Erfolg in der jüngsten Zeit war das Erreichen des vierten Platzes in der Serie A 1991. In der Saison 1991/92 spielte die Mannschaft somit im UEFA-Pokal, wo man bis ins Halbfinale vordrang und dort schließlich gegen den späteren Titelgewinner Ajax Amsterdam ausschied. 1995 stieg der Verein erneut in die Serie B ab, wo er nun zehn Spielzeiten in Folge verblieb.

### Spielmanipulationen und Zwangsabstieg 2005
Zur Saison 2005/06 sollte Genua eigentlich wieder in der Serie A spielen, nachdem der Aufstieg sportlich klargemacht worden war. Bald nach Saisonende wurden jedoch Stimmen laut, der Genua CFC hätte im Aufstiegskampf zu unlauteren Mitteln gegriffen und Spiele manipuliert. Am 26. Juli 2005 sah es der Sportgerichtshof im Urteil als erwiesen an, dass der Klub zumindest ein Spiel gegen den bereits damals feststehenden Absteiger AC Venezia manipuliert hat, indem der erreichte 3:2-Sieg erkauft worden sei. Enrico Preziosi, der Vereinspräsident, hatte dem Venezianer Präsidenten Giuseppe Pagliara 250.000 Euro in bar überreicht und damit den Sieg Genuas fixiert. Das Sportgericht entschied daher den Klub auf den letzten Platz der abgelaufenen Serie-B-Meisterschaft zu reihen, was faktisch den Abstieg in die Serie C1 bedeutete.

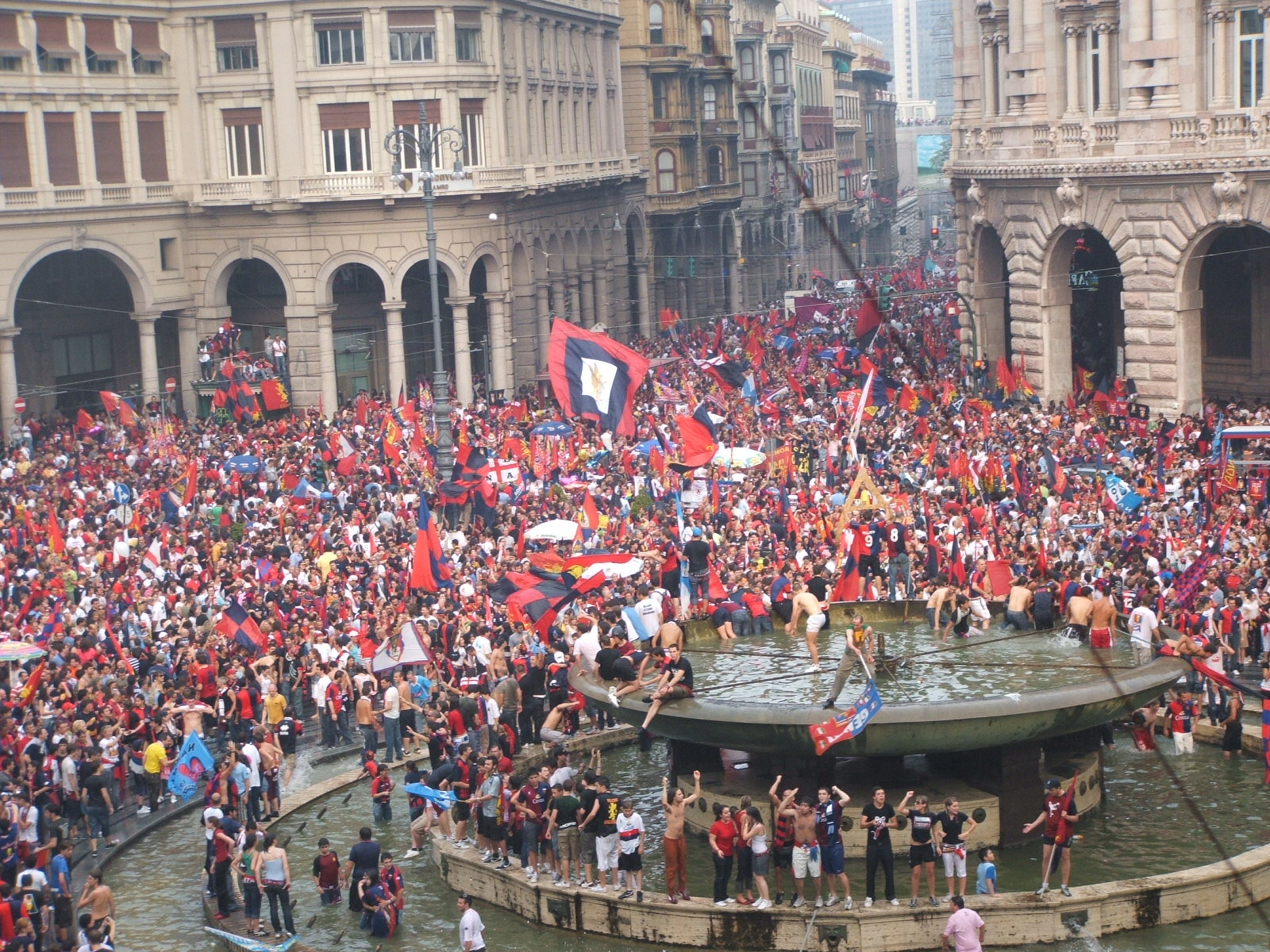
Feiernde Genua-Fans nach dem Wiederaufstieg in die Serie A 2007

In letzter Instanz musste sich Genua am 8. August geschlagen geben und in der Saison 2005/06 folglich in der Serie C1 antreten. Nach dem Zwangsabstieg des Genua CFC verwüsteten 2000 frustrierte Fans die Innenstadt und den Bahnhof Genova Brignole am 8. August. Nach einem erneuten Scheitern vor Gericht kam es am 20. August wiederholt zu Ausschreitungen. 3000 Fans waren Richtung Marassi-Stadion gezogen, währenddessen waren einige Fans in Gefechte mit den italienischen Ordnungskräften verwickelt, welche Tränengas einsetzten. Zwölf Polizisten wurden dabei verletzt. Der Verein kündigte am 22. August an Einspruch gegen das Urteil einzulegen, notfalls werde man vor den Europäischen Gerichtshof ziehen, heißt es. Trotz aller Bemühungen spielte Genoa in der Saison 2005/06 in der Serie C1, hier gelang der direkte Wiederaufstieg in die Serie B. Am 10. Juni 2007 gelang dem Verein zusammen mit dem SSC Neapel der Durchmarsch in die Serie A.

### Aktuelle Entwicklungen
Die erste Saison nach dem Wiederaufstieg schloss der Verein 2007/08 auf dem zehnten Tabellenplatz ab. Bereits im Folgejahr gelang mit dem fünften Tabellenplatz die Qualifikation für die erste Spielzeit der UEFA Europa League, wo man jedoch nicht über die Gruppenphase hinauskam. Die folgenden Saisons waren geprägt von variierenden Resultaten, wobei man sich in der Serie A etablierte. Während einige Saisons vom Abstiegskampf dominiert wurden, erreichte man in der Saison 2014/15 den sechsten Platz und qualifizierte sich für die Europa League. Dem genuesischen Verein wurde jedoch nicht die dafür benötigte Lizenz erteilt, sodass der Rivale Sampdoria Genua nachrückte. Eine erneute Qualifikation gelang dem Verein in den Folgejahren nicht mehr. 2016/17, 2017/18, 2018/19 und 2019/20 schaffte man nur knapp den Klassenerhalt. Am 23. September 2021 verkaufte Enrico Preziosi den Verein nach achtzehn Jahren an das US-Unternehmen 777 Partners, doch die Saison 2021/22 endete 15 Jahre nach der letzten Zweitligasaison schließlich mit dem Abstieg in die Serie B. Im Dezember 2024 erwarb der rumänische Unternehmer Dan Șucu mittels einer Kapitalerhöhung 77 % der Anteile am Club. Er ist auch großmehrheitlich Eigentümer des rumänischen Clubs Rapid Bukarest.

## Vereinsfarben und -wappen

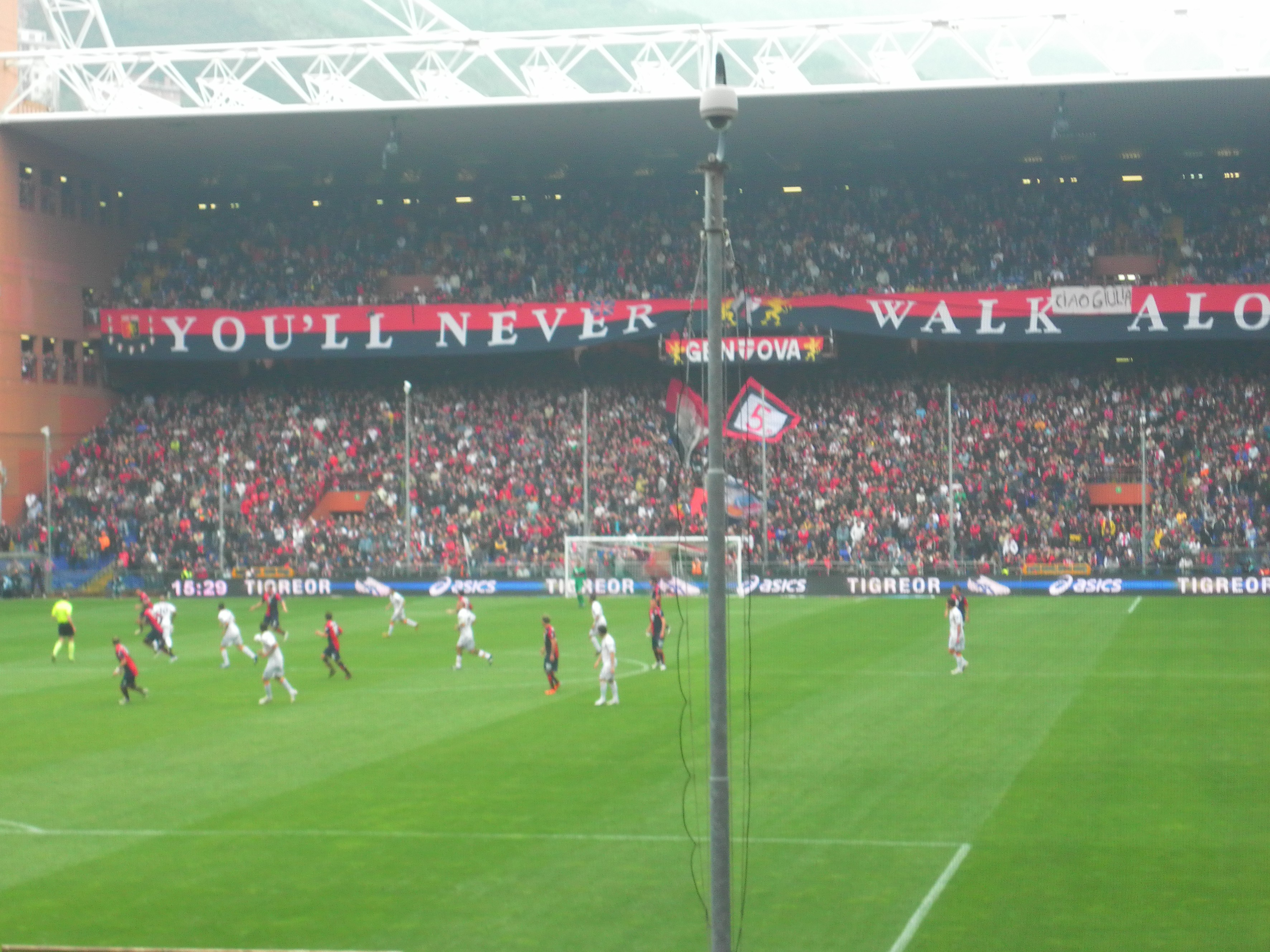
Tifosi des Genoa CFC in der Curva Nord des Stadio Luigi Ferraris (2011)

Die Vereinsfarben sind seit jeher rot und blau. Das Vereinslogo zeigt einen Greif in einem goldenen Farbton – ein Mischwesen aus Adler und Löwe, das auch auf dem Stadtwappen Genuas abgebildet ist. Im Laufe der Jahre änderte sich das Logo, die Schlüsselelemente blieben allerdings immer der Greif und die Vereinsfarben rot und blau. Das aktuelle Vereinslogo, welches zuletzt im Juni 2022 optisch aufgefrischt wurde, beruft sich wie auch die zuvor verwendeten Logos auf die Vereinsfarben, den Greif und auf das Georgskreuz, ein traditionelles Symbol der Stadt Genua.
Die Fans des Vereins sympathisieren aufgrund der Geschichte mit den Symbolen Großbritanniens, weshalb bei vielen Heimspielen auch der Union Jack in der Kurve präsent ist.

## Vereinserfolge
| National                     | Titel | Saison                                                        |
| ---------------------------- | ----- | ------------------------------------------------------------- |
| Italienische Meisterschaft   | 9     | 1898, 1899, 1900, 1902, 1903, 1904, 1914/15, 1922/23, 1923/24 |
| Italienischer Pokal          | 1     | 1936/37                                                       |
| International                | Titel | Saison                                                        |
| Alpenpokal                   | 2     | 1962, 1964                                                    |
| Englisch-italienischer Pokal | 1     | 1995/96                                                       |

Erfolge der Jugendmannschaften
- Torneo di Viareggio: 1965, 2007, 2025
- Campionato Primavera: 2010
- Coppa Italia Primavera: 2009

## Daten und Fakten

### Personal

#### Aktueller Kader der Saison 2024/25
Stand: 28. Mai 2025
| Nr. |           | Position | Name                                     |
| --- | --------- | -------- | ---------------------------------------- |
| 1   | Italien   | TW       | Nicola Leali                             |
| 2   | Norwegen  | MF       | Morten Thorsby                           |
| 3   | Spanien   | AB       | Aarón Martín                             |
| 4   | Belgien   | AB       | Koni De Winter                           |
| 5   | Kamerun   | MF       | Jean Onana (Leihe von Beşiktaş Istanbul) |
| 9   | Portugal  | ST       | Vitinha                                  |
| 10  | Brasilien | ST       | Junior Messias                           |
| 13  | Italien   | AB       | Mattia Bani                              |
| 15  | England   | AB       | Brooke Norton-Cuffy                      |
| 17  | Ukraine   | MF       | Ruslan Malinowskyj                       |
| 18  | Ghana     | ST       | Caleb Ekuban                             |
| 19  | Italien   | ST       | Andrea Pinamonti (Leihe von US Sassuolo) |
| 20  | Italien   | AB       | Stefano Sabelli                          |
| 21  | Italien   | ST       | Jeff Ekhator                             |
| 22  | Mexiko    | AB       | Johan Vásquez                            |

| Nr. |                | Position | Name                                         |
| --- | -------------- | -------- | -------------------------------------------- |
| 23  | Italien        | MF       | Fabio Miretti (Leihe von Juventus Turin)     |
| 30  | Paraguay       | ST       | Hugo Cuenca                                  |
| 31  | Schweiz        | TW       | Benjamin Siegrist (Leihe von Rapid Bukarest) |
| 32  | Danemark       | MF       | Morten Frendrup                              |
| 33  | Uruguay        | AB       | Alan Matturro                                |
| 34  | Danemark       | AB       | Sebastian Otoa                               |
| 39  | Italien        | TW       | Daniele Sommariva                            |
| 45  | Italien        | ST       | Mario Balotelli                              |
| 47  | Kroatien       | MF       | Milan Badelj                                 |
| 53  | Israel         | MF       | Lior Kassa (Leihe von Maccabi Haifa)         |
| 59  | Italien        | AB       | Alessandro Zanoli (Leihe von SSC Neapel)     |
| 69  | Italien        | AB       | Honest Ahanor                                |
| 70  | Elfenbeinküste | ST       | Maxwell Cornet (Leihe von West Ham United)   |
| 73  | Italien        | MF       | Patrizio Masini                              |
| 76  | Italien        | ST       | Lorenzo Venturino                            |

### Ehemalige Spieler
- Julio Abbadie
- Carlos Aguilera
- Aldair
- Antonio Angelillo
- Pietro Arcari
- Valerio Bacigalupo
- Giuseppe Baldini
- Ottavio Barbieri
- Paolo Barison
- Fosco Becattini
- Valon Behrami
- Sergio Bertoni
- Niels Bennike
- Flavio Bianchi
- Giuseppe Bigogno
- Davide Biraschi
- Saša Bjelanović
- Marco Borriello
- Mario Bortolazzi
- Luigi Burlando
- Branco
- Valon Behrami
- Massimo Briaschi
- Lorenzo Buffon
- Antonio Cabrini
- Nicola Caccia
- Felipe Caicedo
- Andrea Cambiaso
- Riccardo Carapellese
- Nicola Caricola
- Francesco Cassata
- Amedeo Cattani
- Edoardo Catto
- Carlo Ceresoli
- Bruno Chizzo
- Paul Codrea
- Giancarlo Corradini
- Hernán Crespo
- Domenico Criscito
- Dario Dainelli
- Kevin van Dessel
- Mattia Destro
- Blerim Džemaili
- Flavio Emoli
- Stefano Eranio
- Iago Falque
- Mohamed Farès
- Luigi Ferraris
- Davide Fontolan
- Andrea Fortunato
- Giovanni Francini
- Cosimo Francioso
- Amleto Frignani
- Attilio Frizzi
- Giuseppe Gemiti
- Mario Genta
- Giorgio Ghezzi
- Michaël Goossens
- Gunnar Gren
- Koray Günter
- Mohamed Kallon
- Christian Kouamé
- Engelbert König
- Juraj Kucka
- Gianluca Lapadula
- Julio César de León
- Lukas Lerager
- Virgilio Felice Levratto
- Ardico Magnini
- Rolando Mandragora
- Giovanni Martusciello
- John Mensah
- Alexander Merkel
- Gigi Meroni
- Diego Milito
- Giorgio Dal Monte
- Emiliano Moretti
- Arrigo Morselli
- Thiago Motta
- Massimo Mutarelli
- Marco Nappi
- Giacomo Neri
- Davide Nicola
- Antonio Nocerino
- Michele Padovano
- Christian Panucci
- Enrico Pasteur
- Rubén Paz
- Luca Pellegrini
- Mario Perazzolo
- Mattia Perin
- Bruno Pesaola
- Jan Peters
- Dan Petrescu
- Andrea Pinamonti
- Marko Pjaca
- Giovanni De Prà
- Roberto Pruzzo
- Ionuț Radu
- Tomás Rincón
- Franco Rivara
- Francesco Rizzo
- Cristian Romero
- Roberto Rosato
- Marco Rossi
- Nicolò Rovella
- Rubinho
- Gennaro Ruotolo
- Stefano Sabelli
- Claudio Sala
- Eddie Salcedo
- Antonio Sanabria
- Mauro Sandreani
- Enrico Sardi
- Aristodemo Santamaria
- Gianluca Scamacca
- John van ’t Schip
- Giuseppe Sculli
- Laurens Serpe
- Eldor Shomurodov
- Gianluca Signorini
- Salvatore Sirigu
- Tomáš Skuhravý
- James Richardson Spensley
- Guillermo Stábile
- Kevin Strootman
- Stefano Sturaro
- Giovanni Tedesco
- Luca Toni
- Vincenzo Torrente
- Abdoulaye Touré
- Renzo De Vecchi
- Giancarlo Vitali
- René Vandereycken
- Corrado Viciani
- Cristian Zapata

### Spielerrekorde
Stand: Saisonende 2021/22; Fettgedruckte Spieler sind noch aktiv. Angegeben sind alle Ligaspiele und -tore.

#### Rekordspieler

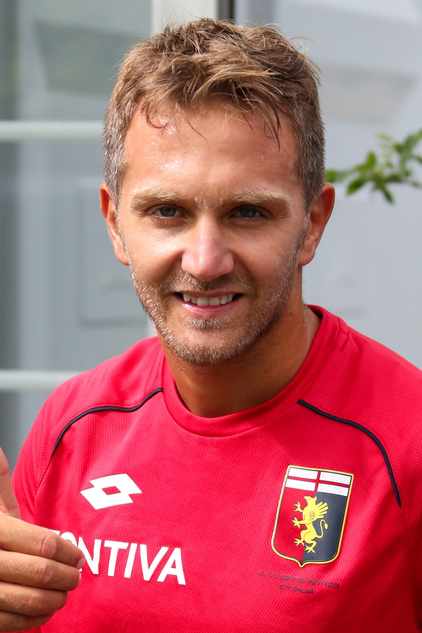
Domenico Criscito

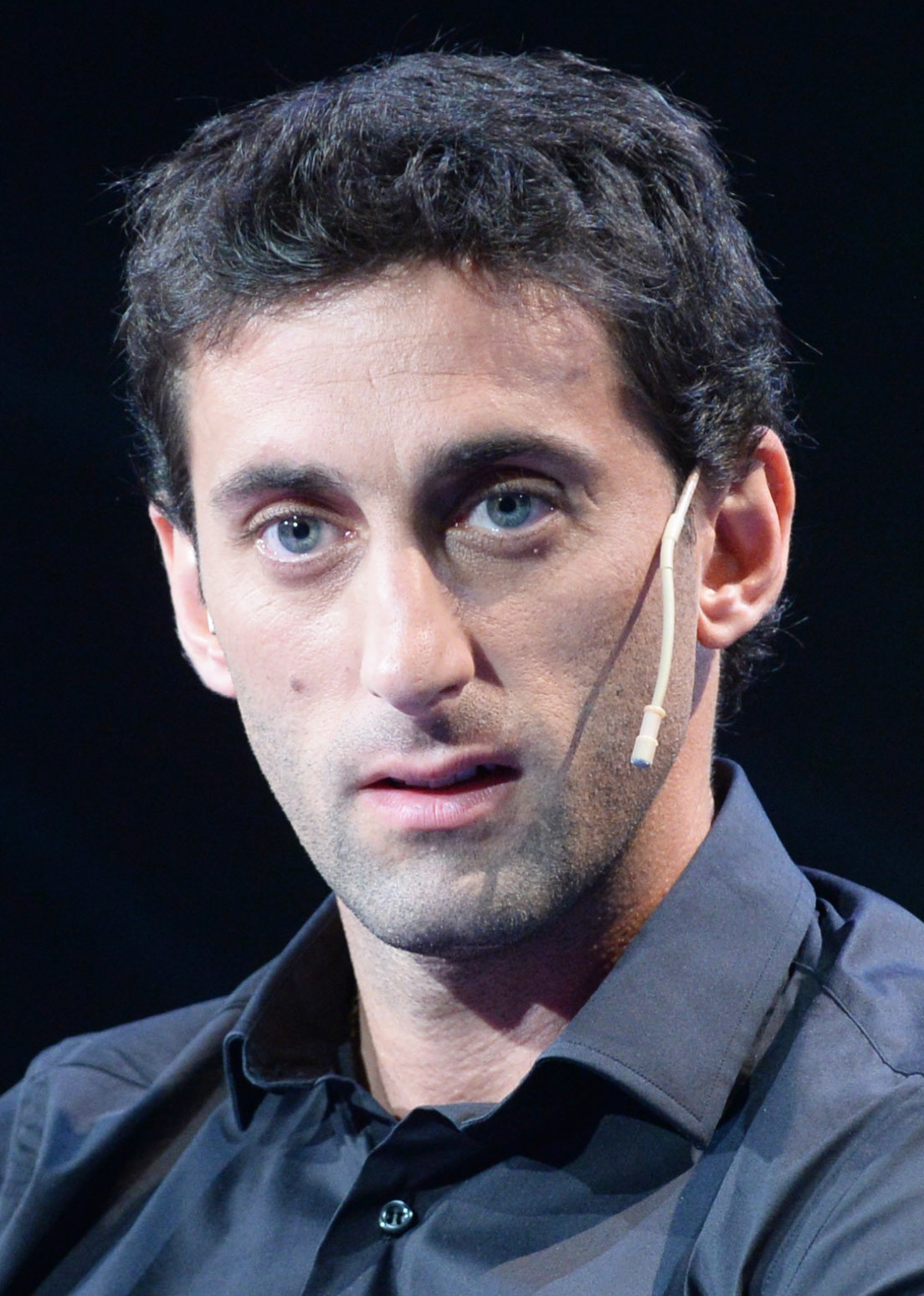
Diego Milito

| Einsätze | Einsätze          | Einsätze                                | Einsätze |
| -------- | ----------------- | --------------------------------------- | -------- |
| 1        | Gennaro Ruotolo   | 1988–2002                               | 444      |
| 2        | Fosco Becattini   | 1945–1961                               | 425      |
| 3        | Vincenzo Torrente | 1985–2000                               | 412      |
| 4        | Amedeo Cattani    | 1942–1955                               | 310      |
| 5        | Ottavio Barbieri  | 1919–1932                               | 299      |
| 6        | Renzo De Vecchi   | 1913–1929                               | 269      |
| 7        | Giovanni De Prà   | 1921–1933                               | 260      |
| 8        | Domenico Criscito | 2003–2004 2006–2007 2008–2011 2018–2022 | 257      |
| 9        | Marco Rossi       | 2003–2004 2005–2013                     | 253      |
| 10       | Franco Rivara     | 1956–1970                               | 248      |

| Tore | Tore                     | Tore                | Tore |
| ---- | ------------------------ | ------------------- | ---- |
| 1    | Edoardo Catto            | 1921–1929           | 96   |
| 2    | Virgilio Felice Levratto | 1925–1932           | 86   |
| 3    | Enrico Sardi             | 1913–1915 1919–1921 | 81   |
| 4    | Cosimo Francioso         | 1998–2002           | 76   |
| 5    | Aristodemo Santamaria    | 1913–1919 1922–1926 | 75   |
| 6    | Attilio Frizzi           | 1951–1957           | 58   |
| 7    | Tomáš Skuhravý           | 1990–1996           | 58   |
| 8    | Diego Milito             | 2004–2005 2008–2009 | 57   |
| 9    | Roberto Pruzzo           | 1973–1978           | 57   |
| 10   | Giorgio Dal Monte        | 1952–1955 1956–1961 | 48   |

### Trainerhistorie
| Cheftrainer | Cheftrainer                                                               |
| Amtszeit    | Name                                                                      |
| ----------- | ------------------------------------------------------------------------- |
| 1893–1896   | Technische Kommission                                                     |
| 1896–1903   | James Richardson Spensley 1                                               |
| 1904–1905   | Karl Senft 1                                                              |
| 190600000   | Étienne Bugnion 1                                                         |
| 190700000   | James Richardson Spensley 1                                               |
| 190800000   | Vieri Arnaldo Goetzlof 1                                                  |
| 1909–1910   | Daniel Hug 1                                                              |
| 1910–1912   | Eugen Herzog 1                                                            |
| 1912–1915   | William Garbutt                                                           |
| 1915–1916   | Thomas Coggins                                                            |
| 1916–1919   | Enrico Pasteur                                                            |
| 1919–1927   | William Garbutt                                                           |
| 1927–1930   | Renzo De Vecchi                                                           |
| 1930–1931   | Géza Székány                                                              |
| 1931–1932   | Luigi Burlando und Guillermo Stábile                                      |
| 1932–1933   | Karl Rumbold                                                              |
| 1933–1934   | József Nagy                                                               |
| 1934–1935   | Vittorio Faroppa Renzo De Vecchi und Carlo Carcano (Technischer Direktor) |
| 1935–1936   | György Orth                                                               |
| 1936–1937   | Hermann Felsner                                                           |
| 1937–1939   | William Garbutt                                                           |
| 1939–1940   | Ottavio Barbieri und William Garbutt                                      |
| 1940–1941   | Ottavio Barbieri                                                          |
| 1941–1944   | Guido Ara                                                                 |
| 1945–1946   | József Viola Ottavio Barbieri                                             |
| 1946–1948   | William Garbutt                                                           |
| 1948–1949   | Federico Allasio                                                          |
| 1949–1950   | Dai Astley und Federico Allasio Manlio Bacigalupo                         |
| 1950–1951   | Manlio Bacigalupo                                                         |
| 1951–1952   | Imre Senkey Valentino Sala und Giacinto Ellena                            |
| 1952–1953   | Giacinto Ellena                                                           |
| 1953–1955   | György Sárosi Ermelindo Bonilauri                                         |
| 1955–1958   | Renzo Magli Annibale Frossi                                               |
| 1958–1959   | Annibale Frossi                                                           |
| 1959–1960   | Gipo Poggi und Antonio Busini Jesse Carver Annibale Frossi                |
| 1960–1961   | Annibale Frossi Angelo Rosso                                              |

| Cheftrainer | Cheftrainer                                                                                 |
| Amtszeit    | Name                                                                                        |
| ----------- | ------------------------------------------------------------------------------------------- |
| 1961–1963   | Renato Gei Angelo Rosso                                                                     |
| 1963–1964   | Beniamino Santos                                                                            |
| 1964–1965   | Paulo Amaral Roberto Lerici                                                                 |
| 1965–1966   | Luigi Bonizzoni und Gipo Viani (Technischer Direktor)                                       |
| 1966–1967   | Giorgio Ghezzi Paolo Tabanelli                                                              |
| 1967–1968   | Livio Fongaro Aldo Campatelli                                                               |
| 1968–1969   | Aldo Campatelli und Maurizio Bruno                                                          |
| 1969–1970   | Franco Viviani Maurizio Bruno und Ermelindo Bonilauri Aredio Gimona und Ermelindo Bonilauri |
| 1969–1970   | Franco Viviani Maurizio Bruno und Ermelindo Bonilauri Aredio Gimona und Ermelindo Bonilauri |
| 1970–1974   | Arturo Silvestri                                                                            |
| 1975–1975   | Guido Vincenzi Luigi Simoni                                                                 |
| 1975–1978   | Luigi Simoni                                                                                |
| 1978–1979   | Pietro Maroso Ettore Puricelli Gianni Bui                                                   |
| 1979–1980   | Gianni Di Marzio                                                                            |
| 1980–1984   | Luigi Simoni                                                                                |
| 1984–1986   | Tarcisio Burgnich                                                                           |
| 1986–1987   | Attilio Perotti                                                                             |
| 1987–1988   | Luigi Simoni Attilio Perotti                                                                |
| 1988–1990   | Franco Scoglio                                                                              |
| 1990–1992   | Osvaldo Bagnoli                                                                             |
| 1992–1993   | Bruno Giorgi Luigi Maifredi Claudio Maselli                                                 |
| 1993–1994   | Claudio Maselli Franco Scoglio                                                              |
| 1994–1995   | Franco Scoglio Giuseppe Marchioro Claudio Maselli                                           |
| 1995–1996   | Luigi Radice Gaetano Salvemini                                                              |
| 1996–1997   | Attilio Perotti                                                                             |
| 1997–1998   | Gaetano Salvemini Claudio Maselli Tarcisio Burgnich                                         |

| Cheftrainer | Cheftrainer                                                                             |
| Amtszeit    | Name                                                                                    |
| ----------- | --------------------------------------------------------------------------------------- |
| 1998–1999   | Giuseppe Pillon Luigi Cagni                                                             |
| 1999–2000   | Delio Rossi Bruno Bolchi                                                                |
| 2000–2001   | Bruno Bolchi Guido Carboni und Alfredo Magni Bruno Bolchi Claudio Onofri Franco Scoglio |
| 2001–2002   | Franco Scoglio Edoardo Reja Claudio Onofri                                              |
| 2002–2003   | Claudio Onofri Vincenzo Torrente und Rino Lavezzini                                     |
| 2003–2004   | Roberto Donadoni Luigi De Canio                                                         |
| 2004–2005   | Luigi De Canio Serse Cosmi                                                              |
| 2005–2006   | Francesco Guidolin Giovanni Vavassori Attilio Perotti Giovanni Vavassori                |
| 2006–2010   | Gian Piero Gasperini                                                                    |
| 2010–2011   | Davide Ballardini                                                                       |
| 2011–2012   | Alberto Malesani Pasquale Marino Alberto Malesani Luigi De Canio                        |
| 2012–2013   | Luigi De Canio Luigi Delneri Davide Ballardini                                          |
| 201300000   | Fabio Liverani                                                                          |
| 2013–2016   | Gian Piero Gasperini                                                                    |
| 2016–2017   | Ivan Jurić Andrea Mandorlini Ivan Jurić                                                 |
| 2017–2018   | Ivan Jurić Davide Ballardini                                                            |
| 2018–2019   | Cesare Prandelli                                                                        |
| 201900000   | Thiago Motta                                                                            |
| 2019–2020   | Davide Nicola                                                                           |
| 202000000   | Rolando Maran                                                                           |
| 2020–2021   | Davide Ballardini                                                                       |
| 2021–2022   | Andrij Schewtschenko                                                                    |
| 202200000   | Alexander Blessin                                                                       |
| 2022–2024   | Alberto Gilardino                                                                       |
| 2024–0000   | Patrick Vieira                                                                          |

### Europapokalbilanz
| Saison  | Wettbewerb         | Runde         | Gegner          | Gesamt | Hin     | Rück    |
| ------- | ------------------ | ------------- | --------------- | ------ | ------- | ------- |
| 1991/92 | UEFA-Pokal         | 1. Runde      | Real Oviedo     | 3:2    | 0:1 (A) | 3:1 (H) |
| 1991/92 | UEFA-Pokal         | 2. Runde      | Dinamo Bukarest | 5:3    | 3:1 (H) | 2:1 (A) |
| 1991/92 | UEFA-Pokal         | 3. Runde      | Steaua Bukarest | 2:0    | 1:0 (A) | 1:0 (H) |
| 1991/92 | UEFA-Pokal         | Viertelfinale | FC Liverpool    | 4:1    | 2:0 (H) | 2:1 (A) |
| 1991/92 | UEFA-Pokal         | Halbfinale    | Ajax Amsterdam  | 3:4    | 2:3 (H) | 1:1 (A) |
| 2009/10 | UEFA Europa League | Play-offs     | Odense BK       | 4:2    | 3:1 (H) | 1:1 (A) |
| 2009/10 | UEFA Europa League | Gruppenphase  | Slavia Prag     | 2:0    | 2:0 (H) | 0:0 (A) |
| 2009/10 | UEFA Europa League | Gruppenphase  | FC Valencia     | 3:5    | 2:3 (A) | 1:2 (H) |
| 2009/10 | UEFA Europa League | Gruppenphase  | OSC Lille       | 3:5    | 0:3 (A) | 3:2 (H) |

Gesamtbilanz: 18 Spiele, 10 Siege, 3 Unentschieden, 5 Niederlagen, 29:22 Tore (Tordifferenz +7)

## Mannschaft der Frauen
Bereits seit 2014 ist der Verein im Jugendbereich des Frauenfußballs aktiv. Die erste Frauenmannschaft wurde zur Saison 2019/20 gegründet und nahm den Spielbetrieb in der viertklassigen Liga Liguria Eccellenza auf. In den folgenden Jahren gelang der Frauenabteilung kontinuierlich der Aufstieg, bis sie in der Saison 2024/25 als Drittplatzierter der Serie B erstmals in die höchste Spielklasse, die Serie A, aufstieg.